# Anthaxia fageli
Anthaxia fageli es una especie de escarabajo del género Anthaxia, familia Buprestidae. Fue descrita científicamente por Descarpentries en 1955.